# Islamska zajednica Bošnjaka u Velikoj Britaniji i Republici Irskoj
Islamska zajednica Bošnjaka u Velikoj Britaniji i Republici Irskoj (IZBVBIR) je vjerska organizacija Bošnjaka muslimana na područjima Ujedinjenog kraljevstva i Irske. 
Najviši predstavnik Islamske zajednice Bošnjaka u Velikoj Britaniji i Republici Irskoj je glavni imam. Islamska zajednica Bošnjaka u Velikoj Britaniji i Republici Irskoj je do danas u okviru Islamske zajednice u Bosni i Hercegovini na nivou medžlisa. Kao takva, sastavni je dio Mešihata Islamske zajednice Bošnjaka u Zapadnoj Europi, zbog čega je reis-ul-ulema vrhovni poglavar Bošnjaka muslimana i u Velikoj Britaniji i Irskoj.
Sjedište Islamske zajednice Bošnjaka u Velikoj Britaniji i Republici Irskoj nalazi se u Londonu.

## Vanjske poveznice
- Fahrudin ef. Hamidović, glavni imam Islamske zajednice Bošnjaka u Velikoj Britaniji i Republici Irskoj, te imam bošnjačkog džemata u Londonu (UK): Mi smo mala zajednica ali to nikako ne znači da smo nepoznati na ovim prostorima